# Самарский 147-й пехотный полк
147-й пехотный Самарский полк — пехотная воинская часть Русской императорской армии.

## Организация

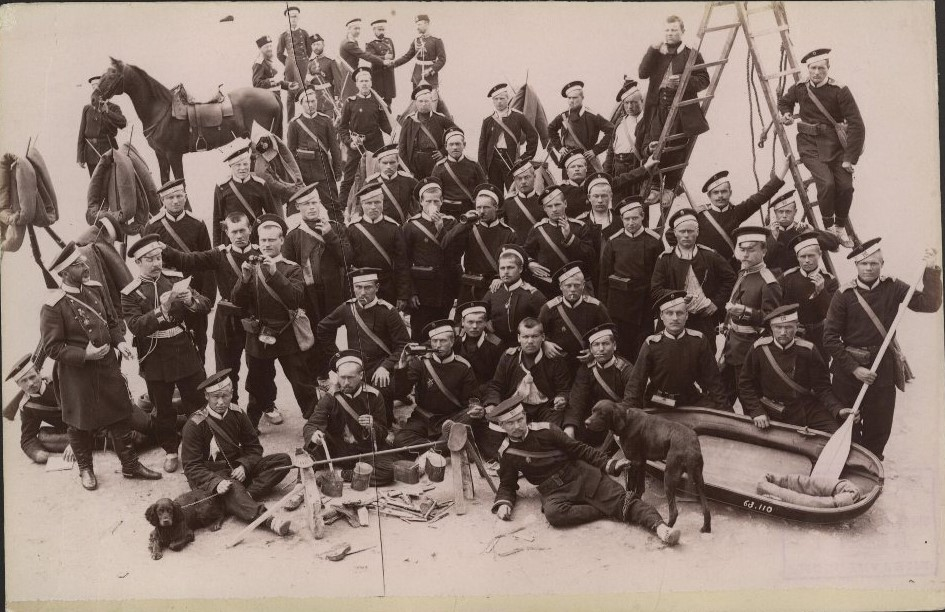
Самарский пехотный полк РИА (147й). Фото 1880-х гг.

- 20.08.1798 г. — в Костроме из рекрут сформирован мушкетерский генерал-майора Берга полк в составе 2-х батальонов по 1 гренадерской и 5-ти мушкетерских рот в каждом.
- 7.02.1800 г .- мушкетерский генерал-майора Баклановского полк.
- 31.03.1801 г. — Украинский мушкетерский полк.
- 22.02.1811 г. — Украинский пехотный полк.
- 28.01.1833 г. — присоединен 2-й батальон 38-го егерского полка, 1-й и 3-й батальоны 40-го егерского полка. Переформирован в состав 6-ти батальонов и назван Украинским егерским полком.
- 10.03.1854 г. — сформированы 7-й и 8-й батальоны.
- 1856 г. — Украинский пехотный полк.
- 23.08.1856 г. — 4-й действующий батальон переименован в 4-й резервный и отчислен в резервные войска, 5-8-й батальоны расформированы.
- 6.04.1863 г. — из 4-го резервного и бессрочноотпускных 5-го и 6-го батальонов Украинского полка сформированы Украинский резервный пехотный полк в составе 2-х батальонов.
- 13.10.1863 г. — Украинский резервный пехотный полк переформирован в 3 батальона и назван Самарский пехотным полком.
- 25.02.1864 г. — 147-й пехотный Самарский полк.

## Знаки различия

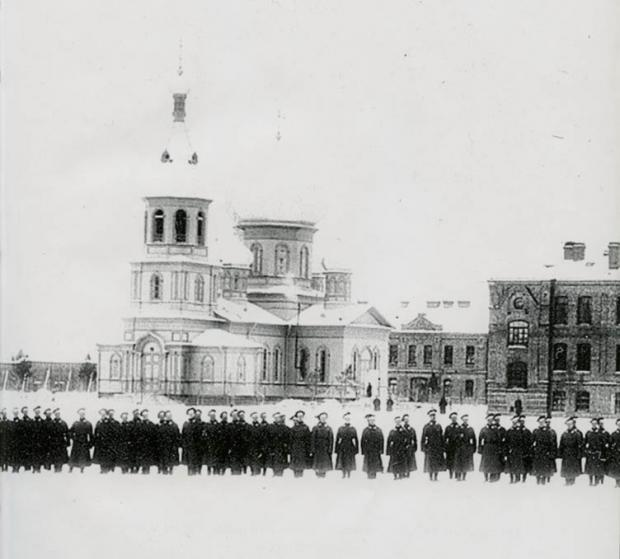
Построение на полковом дворе перед церквью Преображения господня. Фото начала XX века

| Описание     | Знаки различия по состоянию 1904—1909 гг. | Знаки различия по состоянию 1904—1909 гг. | Знаки различия по состоянию 1904—1909 гг. | Знаки различия по состоянию 1904—1909 гг. | Знаки различия по состоянию 1904—1909 гг. | Знаки различия по состоянию 1904—1909 гг. | Знаки различия по состоянию 1904—1909 гг. | Знаки различия по состоянию 1904—1909 гг. |
| погоны       |                                           |                                           |                                           |                                           |                                           |                                           |                                           |                                           |
| ------------ | ----------------------------------------- | ----------------------------------------- | ----------------------------------------- | ----------------------------------------- | ----------------------------------------- | ----------------------------------------- | ----------------------------------------- | ----------------------------------------- |
| Классный чин | полковник                                 | подполковник                              | Капитан                                   | штабс-капитан                             | поручик                                   | подпоручик                                | прапорщик                                 |                                           |
| Группа       | штаб-офицеры                              | штаб-офицеры                              | штаб-офицеры                              | обер-офицеры                              | обер-офицеры                              | обер-офицеры                              | обер-офицеры                              |                                           |

## Боевые походы
В годы Первой мировой войны 1914-1918 гг. в составе 37-й пехотной дивизии 18-го армейского корпуса участвовал в боевых действиях 8-й и 9-й армий на Юго-Западном и Румынских фронтах. В апреле 1915 г. в Карпатах впервые в истории русской армии столкнулся с огнеметным оружием противника.

## Знаки отличия
- Полковое знамя Георгиевское с надписями: «За Севастополь в 1854 и 1855 годах» (отличие пожаловано Украинскому полку) и «1798-1898». С Александровской юбилейной лентой (Выс. пр. от 20.08.1898 г.)
- Поход за военное отличие. Пожалован 6.03.1830 г. Украинскому полку за отличия в русско-турецкую войну 1828-29 гг.
- Знаки на головные уборы с надписью: «За Цуанванче 21-22 Февраля 1905 года». Пожалованы 6.01.1907 г.

## Командиры
- 11.11.1863 — 15.02.1864[2] — полковник князь Багратион, Теймураз Давыдович
- 06.03.1864 — 07.07.1865 — полковник Сушков, Дмитрий Тимофеевич
- 27.08.1865 — 05.05.1873 — полковник Полторацкий, Михаил Михайлович
- 05.05.1873 — 15.12.1884 — полковник (с 15.05.1883 генерал-майор) Гриппенберг, Аксель Севастьянович
- 03.01.1885 — 19.04.1887 — полковник Дембовский, Леонид Матвеевич
- 02.05.1887 — 07.05.1891 — полковник Дзичканец, Алексей Иосифович
- 11.05.1891 — 24.10.1899 — полковник Каменский, Алексей Семенович
- 31.10.1899 — 06.10.1901 — полковник Кутепов, Сергей Иванович
- 28.11.1901 — 02.06.1904 — полковник Белов, Владимир Владимирович
- 16.06.1904 — 02.06.1905 — полковник Щербинский, Сергей Иванович
- 02.06.1905 — 21.06.1906 — полковник Драгомиров, Владимир Михайлович
- 21.06.1906 — 10.08.1908 — полковник Некрасов, Константин Герасимович
- 10.08.1908 — 20.04.1910 — полковник Ваденшерна, Торстен Карлович
- 20.04.1910 — 19.07.1914 — полковник Волкобой, Пётр Миронович
- 20.07.1914 — 06.06.1915 — полковник Шелехов, Дмитрий Александрович
- 16.07.1915 — 26.09.1916 — полковник Фалеев, Александр Георгиевич (в периоды с 16.07 по 30.08 и с 8.11 по 30.11.1915 временно командовал полковник Гандзюк, Яков Григорьевич)
- 11.10.1916 — 31.03.1917 — полковник Пфингстен, Фердинанд Фердинандович
- 31.03.1917 — хх.хх.хххх — полковник Арефьев, Андрей Дмитриевич